# Могильник (поховання)

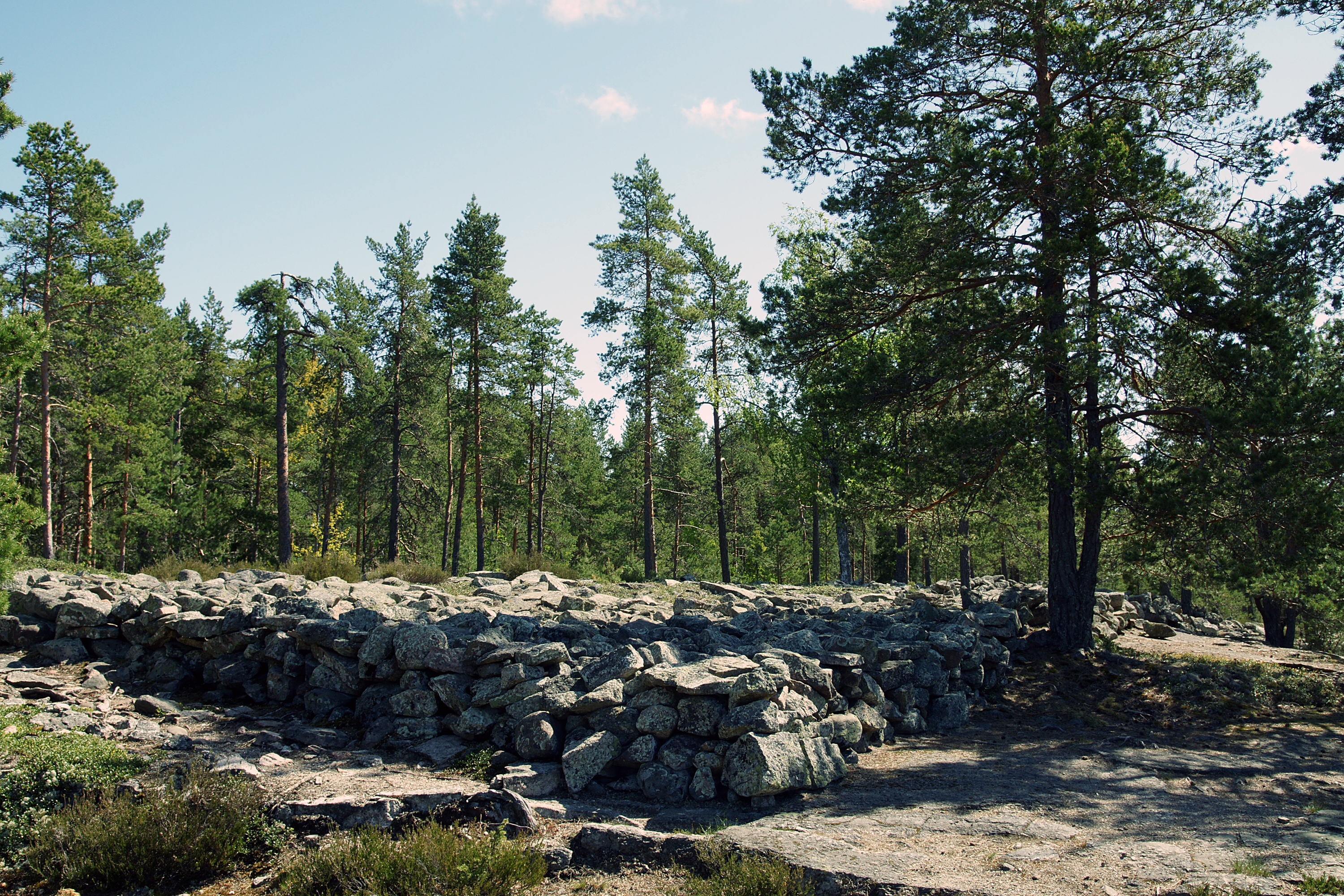
Могильник бронзової доби у Лаппі, Фінляндія

Моги́льник — стародавній поховальний комплекс, місце багатьох могил і поховань.

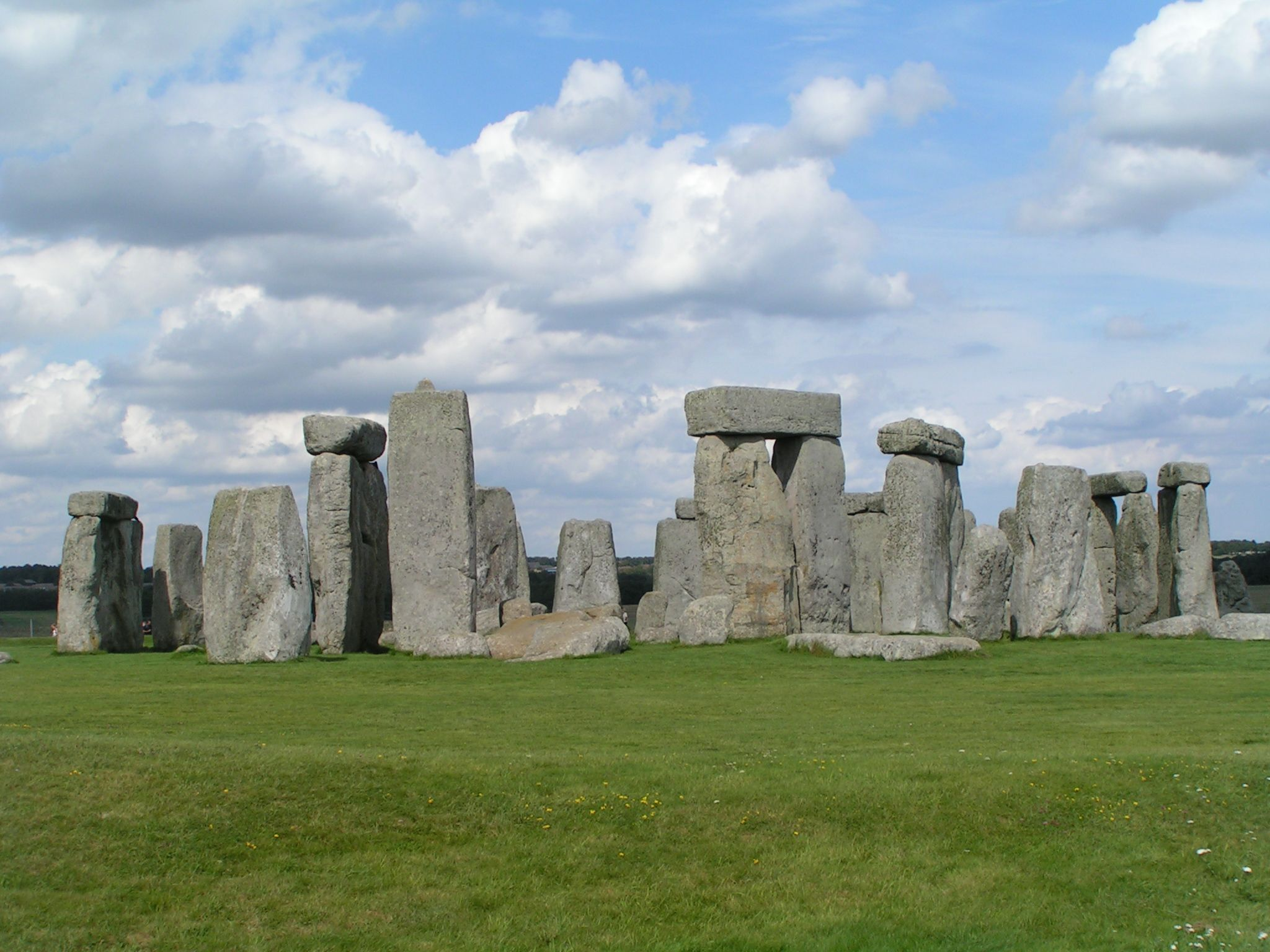
Стоунхендж був місцем поховання від початку будівництва до середини третього тисячоліття до Р. Х.

Дослідження на Рованцівському могильнику 2009 р. Експедиція ДП «Волинські старожитності»

Могильники є категорією археологічних пам'яток, і її поділяють на дві групи: курганні та ґрунтові (або безкурганні).
Могильники Стародавнього Сходу та античного світу отримали назву некрополь.

## Найдавніші могильники
Найдавніші виявлені могильники датовані епохою мезоліту.

## Кургани східнослов'янські

Курганний могильник в урочищі «Поруби». Гравюра XIX ст. В. Січинського.

З'являються на рубежі 2-ї пол. 1 тис., замінюючи безкурганні поховання (крім територій уличів, тіверців і хорватів). Серед археологів немає розбіжностей у питанні про слов'янську приналежність тієї частини цих курганів, що являють собою невеликі округлі насипи. За визначенням дат створення цих курганів простежено їх поступове поширення з півдня на північ. Проте серед археологів існують деякі розбіжності в питанні про приналежність тим чи ін. етнічним угрупованням т. зв. довгих курганів і сопок. Значна частина дослідників вбачає в них поховальні пам'ятки кривичів та ільменських словен.
Характерними «складовими» К.с. є місця кремації небіжчиків обабіч місць захоронення. Самі поховання бідні на супроводжуючий інвентар, серед відповідних пам'яток переважають фрагменти ліпного посуду. Вважається, що в проведенні обряду кремації брала участь більшість членів роду. Наприкінці 1 тис. на зміну обрядові кремації приходять обряди трупоспалення на місці поховання та інгумації.

## Могильники епохи Київської Русі
Серед археологічних пам'яток Київської Русі виділяють курганні та ґрунтові (або безкурганні) могильники. Раніше з'явилися перші — у 2-й половині 1 тис. Ґрунтові могильники стали, переважно, результатом впливу християнства впродовж перших століть 2-го тисячоліття по Р. Х..
Дослідження цих могильників розпочалося наприкінці 19 ст.
Поховальний обряд населення Русі формувався під впливом соціальних, етнічних, релігійних факторів. Розвиток його пройшов кілька стадій: кремація на місці поховання або ж на стороні; інгумація на рівні давньої денної поверхні і в підкурганній ямі; трупопокладення в ґрунтовій могилі.
Розташування курганів, як правило, безсистемне, ґрунтові захоронення здебільшого упорядковані, могили розміщувалися рядами.
Для поховань раннього етапу (9—11 ст.) характерна наявність супровідного інвентарю, що обумовлювалася тодішніми релігійними уявленнями. Пізніше, під впливом християнства, ця традиція поступово зникла

## Досліджені могильники на українських землях

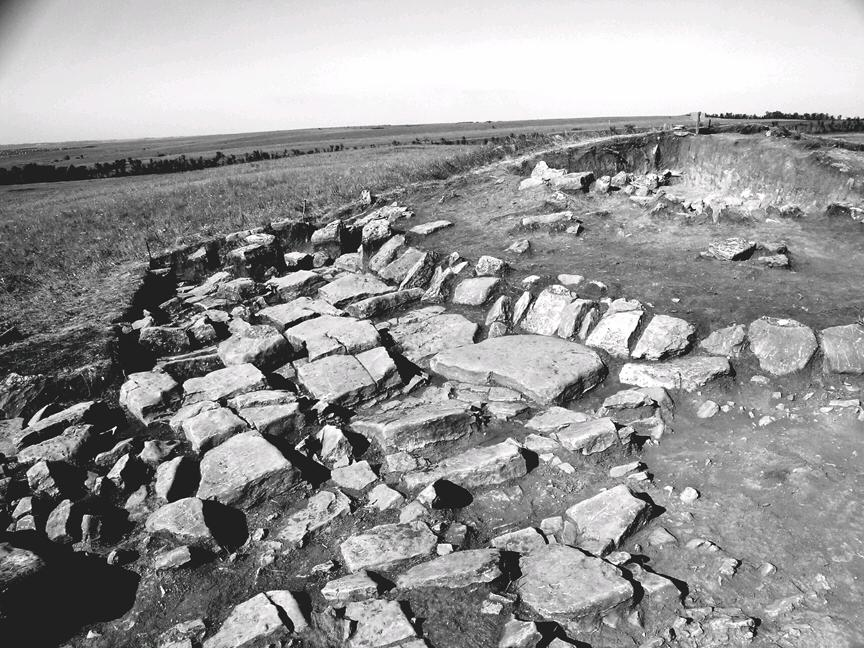
Степанівський курганний комплекс, Луганщина

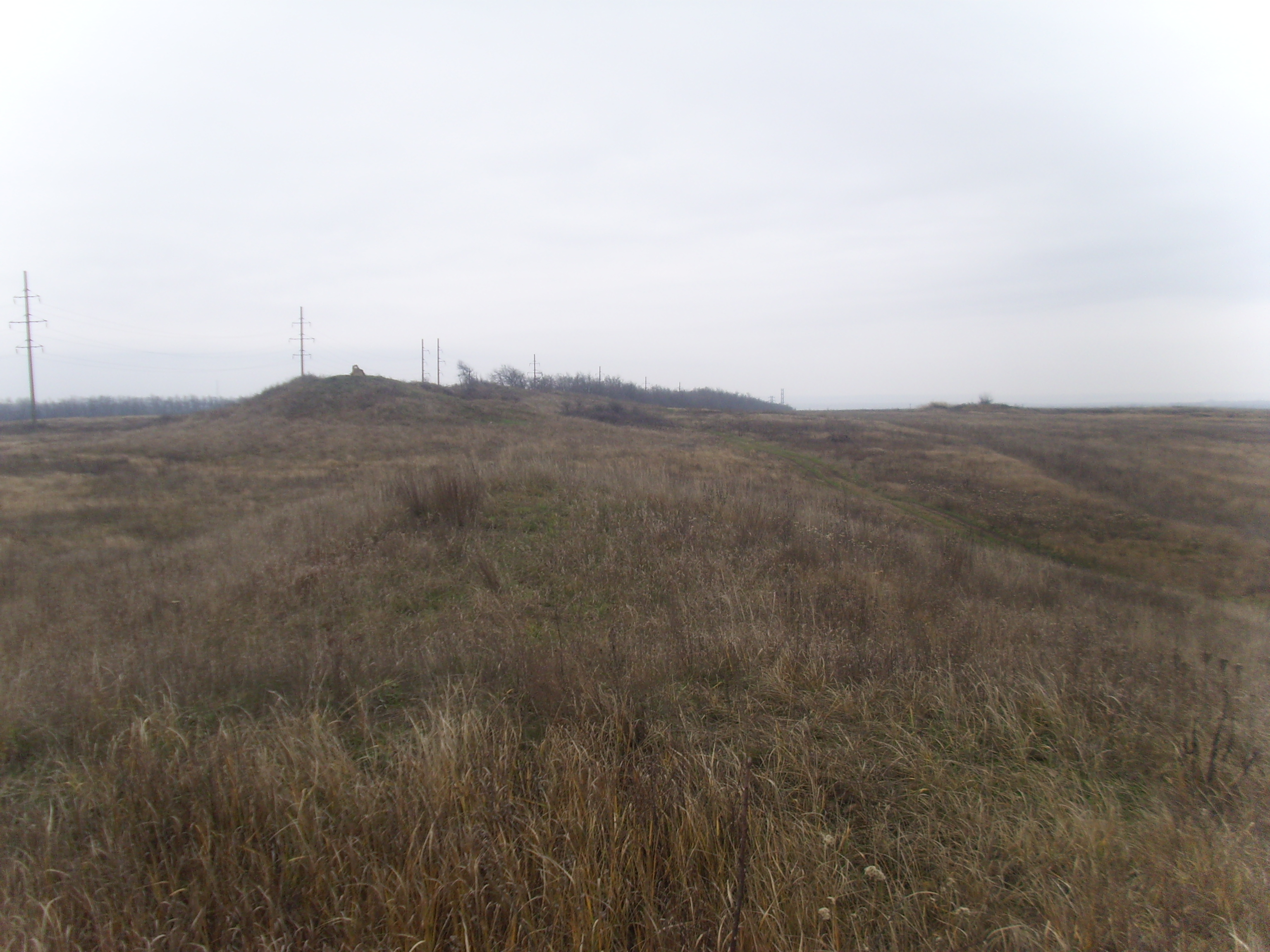
Група курганів Могила Мечетна

- Броварківський курганний могильник
- Гайманове поле
- Городище і могильник на Лисій горі (Київ)
- Дереївський могильник
- Іза (могильник)
- Каборга
- Китаївське городище і курганний могильник
- Комарівський могильник
- Корчуватський могильник
- Мамай-гора
- Маріупольський могильник
- Микольський могильник
- Курганний могильник Могила Мечетна
- Могильник № 15 (Севастополь, Хмельницьке)
- Нетайлівський могильник
- Олександрівський могильник
- Олексіївський могильник
- Олефірщинський могильник
- Пліснесько
- Посульські кургани
- Рованцівський могильник
- Софіївський могильник
- Степанівський курганний комплекс
- Суук-Су
- Усатове (могильник)
- Усть-Кам'янський могильник
- Чаплинський могильник
- Червоний Маяк (могильник)
- Червонохутірський могильник
- Шестовицький могильник
- Широчанський могильник
- Юдинове
- Юз-Оба